# بلير ماكدونالد
بلير ماكدونالد هو لاعب هوكي الجليد كندي، ولد في 17 نوفمبر 1953 في كورنوال في كندا.

## وصلات خارجية
- بلير ماكدونالد على موقع دوري الهوكي الوطني (الإنجليزية)
- بلير ماكدونالد على موقع EliteProspects.com (الإنجليزية)
- بلير ماكدونالد على موقع HockeyDB.com (الإنجليزية)
- بلير ماكدونالد على موقع Hockey-Reference.com (الإنجليزية)